# Stenobrium punctatum
Stenobrium punctatum är en skalbaggsart som beskrevs av Karl Adlbauer 2007. Stenobrium punctatum ingår i släktet Stenobrium och familjen långhorningar. Inga underarter finns listade i Catalogue of Life.